# Allium balkhanicum
Allium balkhanicum — вид трав'янистих рослин родини амарилісові (Amaryllidaceae), ендемік Туркменістану.

## Поширення
Ендемік Туркменістану.